# Josep Barguñó Junyent
Barguñó  Junyent est un nom espagnol. Le premier nom de famille, en général paternel, est Barguñó ; le second, en général maternel, souvent omis, est Junyent.
Josep Barguñó Junyent, né le 16 août 1942 à Barcelone, est un international espagnol de rink hockey des années 1960.

## Parcours
Il commence à jouer au hockey dans l'équipe de l'école La Salle Comtal, jusqu'à ses 14 ans puis il rejoint les jeunes du FC Barcelone. Il monte dans l'équipe première, et avec Joan Orpinell, il remporte la "titularitat". Par la suite, il joue au CP Voltregà (club où il gagne tous les titres : ligue Nationale, Coupe d'Espagne, Championnat de Catalogne et la Coupe d'Europe), CP Vilanova et DC Mataro.
Il est retenu en sélection d'Espagne entre 1962 et 1965. Il y gagne une coupe Latine et un Championnat du Monde en 1964.

## Palmarès
FC Barcelone
- Championnat d'Espagne :
  - 1963
- Championnat de Catalogne:
  - 1960

CP Voltregà
- Championnat de Catalogne:
  - 1965
- Ligue Nationale :
  - 1964-65
- Championnat d'Espagne :
  - 1965
- Coupe d'Europe :
  - 1965-66

CP Vilanova
- Championnat d'Espagne :
  - 1968

Espagne
- Championnat du Monde :
  - 1964
- Coupe Latine :
  - 1963